# Гваянілья (Пуерто-Рико)
Гваянілья (ісп. Guayanilla, МФА: [ɡwaʝaˈniʎa]) — муніципалітет Пуерто-Рико, острівної території у складі США. Заснований 27 лютого 1833 року.

## Географія
Площа суходолу муніципалітету складає 109 км² (38-е місце за цим показником серед 78 муніципалітетів Пуерто-Рико).

## Демографія
Станом на 2010 рік на території муніципалітету мешкало 21 581 ос.
Динаміка чисельності населення:

## Населені пункти
Найбільші населені пункти муніципалітету Гваянілья:
| Населений пункт | Статус | Населення :   | Населення :   | Населення :   |
| Населений пункт | Статус | на 01.04.1990 | на 01.04.2000 | на 01.04.2010 |
| --------------- | ------ | ------------- | ------------- | ------------- |
| Гваянілья       | Місто  | 5 469         | 5 110         | 3 949         |
| Індьйос         | Селище | 1 595         | 1 739         | 1 484         |
| Магас-Арріба    | Селище | 1 352         | 1 063         | 1 215         |